# Primer l'habitatge
Primer l'habitatge (en anglès housing first) és un programa de política social relacionat amb el tractament de les persones sense llar des de fa anys i que no es vinculen als recursos existents. El model va néixer a Nova York de la mà del psiquiatre Sam Tsemberis i fou adoptada per Philip Mangano durant el govern de George W. Bush en 2004, i tracta de donar un habitatge social als sense llar de llarga durada.

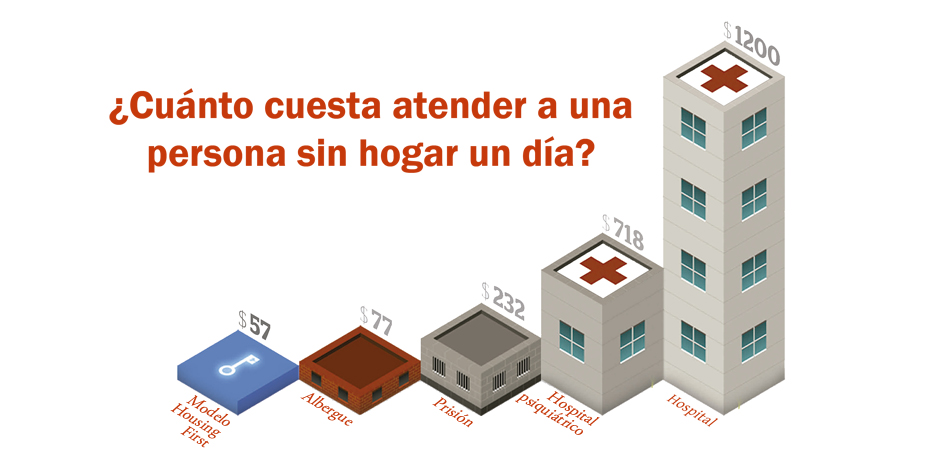
La gràfica ens mostra un reflex dels beneficis que comporta aplicar el model de "Primer l'habitatge"

L'enfocament dels programes primer l'habitatge per adults sense llar amb malalties mentals greus ha guanyat suport com a alternativa al corrent principal primer el tractament, en quant els primers presenten taxes significativament més baixes de consum i abús de substàncies, i son significativament menys propensos a abandonar el seu programa, doncs als països on s'ha aplicat el 85% de les persones no torna al carrer. L'impacte positiu dels programes primer l'habitatge contrasten amb les dificultats per retenir als usuaris que tenen els programes primer el tractament i en evitar l'increment de l'ús de substàncies i la possible recaiguda.

## Controvèrsia
Els estudis semblen prometedors en l'ajuda a les persones a mantenir l'habitatge, encara que són insuficients per demostrar el mèrit del programa. Tot i que no augmenta, tampoc disminueix ni el consum de substàncies ni els símptomes psiquiàtrics, de manera que calen intervencions més eficaces per al tractament de l'abús de substàncies i salut mental. Es recomana treballar en tres nivells: Primer l'habitatge per a les famílies i individus que simplement necessiten un habitatge, però l'habitatge com a segona opció per a la gent més necessitada de formació i assistència per trobar feina, i l'habitatge com a tercera opció per a les persones i famílies amb problemes de llar i treball, i altres reptes complicats, incloent l'abús de substàncies, la pobresa generacional, i les malalties mentals o físiques. Atès que els habitatges s'implanten en zones de classe mitjana, allunyades de les zones de pobresa, els ciutadans tendeixen a no voler aquestes instal·lacions a prop de les seves propietats i rebutgen la construcció d'habitatge barat als seus barris.

## Espanya
Actualment, el model que segueix a Estat espanyol està format per graons que la persona ha d'anar superant a poc a poc: del carrer es passa a un alberg, de l'alberg a un allotjament temporal i després l'habitatge permanent. Un procés llarg en el qual, en qualsevol moment, la persona pot tornar al carrer.
En general, el model de «primer l'habitatge» s'adreça a persones que fa temps que viuen al carrer i especialment a aquelles en situació cronificada que poden o no tenir malaltia mental o problemes d'addicció. Aquest procés requereix que la persona en qüestió accepti unes condicions bàsiques que seran acceptar una visita setmanal de l'equip professional, no causar problemes entre els veïns i que destini el 30% dels seus ingressos a l'organització que l'estigui ajudant per ajudar a sufragar les despeses del pis. Quan cal, un equip format per voluntaris, treballadors i educadors socials, personal sanitari i sobretot persones que també han viscut al carrer proveeix suport a la persona en qüestions mèdiques, socials, pràctiques...
El programa no implica pas centrar-se només en l'habitatge, ni viure en pisos compartits (si no és decisió de la persona) ni haver de canviar d'habitatge sovint per qüestions logístiques. En el cas de persones amb addiccions, no se'ls obliga a deixar de beure o consumir. Primer el sostre, després es treballaran aquestes qüestions.